# Margaret Oliphant
Margaret Oliphant Oliphant, född Wilson den 4 april 1828, död den 25 juni 1897, var en skotsk författarinna.
Margaret Oliphant tillbragte sin ungdom i Skottland, vars förhållanden och folklynne hon sedermera tecknade i sina många romaner. Den första av dessa var Passages in the life of mrs. Margaret Maitland of Sunnyside (1849); den främsta är The chronicles of Carlingford (1862–1866), som skildrar det religiösa livet i en småstad. Margaret Oliphant utmärkte sig även i den biografiska och historiska karakteristiken: Life of Edward Irving (1862; 4:e upplagan 1875), The makers of Florence: Dante, Giotto, Savonarola; and their city (1876), The literary history of England in the end of the eighteenth and beginning of the nineteenth century (3 band, 1882) med flera. Hennes Autobiography and letters utkom 1899.